# Саласпілс
Са́ласпілс (латис. Salaspils;  вимова, до 1917 року Кірхольм) — місто в Латвії, за 18 км на південний схід від Риги, на східному березі річки Даугави. Міський статус отримано в 1993 році.
Місто займає площу 12 км2. У 2023 році в Саласпілсі нараховувалося 17 808 мешканців.
Територію Саласпілса перетинає залізнична лінія Рига—Даугавпілс (станції Саласпілс і Доле), автомагістраль A6, а також об'їзні дороги Риги A4 і A5. Подорож із Саласпілса до Риги займає близько 25 хвилин, незалежно від виду транспорту (автомобільний чи залізничний). Завдяки невеликій відстані та зручному транспортному сполученню, поїздки на роботу є типовим явищем — значна частина мешканців Саласпілсу щодня їздить до Риги на роботу або навчання.

## Географія
Розташоване за 18 км на південний схід від Риги, на східному березі річки Західної Двіни. Національний ботанічний сад Латвії займає 130 га північної частини Саласпілсу.

## Історія
Саласпілс — одне з найдавніших поселень в Латвії. Розкопки показали, що місцевість була населена ще тисячу років тому: в період з X по XV століття її заселяли лівські та балтські племена. У 1186 році Мейнхард, перший єпископ Клуні, побудував замок Кірхольм на острові Мартіньсала річки Даугави, поряд з Саласпілсом. Острів Мартіньсала — також ділянка найстарішого католицького кладовища в Латвії, яке належить до 1197 року.
27 вересня 1605 року біля Кірхгольма відбулася битва, в якій війська Речі Посполитої, за участі курляндського герцога Фрідріха, перемогли численнішу армію шведів.
Під час Першої світової війни тут протягом двох років пролягала лінія фронту, що призвело до величезних руйнувань. Після Першої світової, відновлений Саласпілс був центром сільського району з населенням у лише 306 осіб (перепис 1943 року).
Чорна сторінка історії Саласпілса пов'язана з німецькою окупацією під час Другої світової війни, коли біля міста було створено табір знищення людей. У 1967 на місці табору смерті було відкрито меморіальний ансамбль (архітектор Г. Асаріс та інші).
Після відновлення незалежності Латвії, 23 листопада 1993 року Саласпілс отримав статус міста. Наразі в Саласпілсі розташовується безліч об'єктів соціальної інфраструктури — кілька дитячих садочків, середня, основна і музична школи, 25-ти метровий басейн, спортивний комплекс, стадіон на 648 місць, а також безліч великих магазинів, серед яких Lidl, Maxima і Rimi.

## Населення
На 1 січня 2022 року, за даними Центрального статистичного управління Латвії, чисельність населення міста становила 17 808 осіб, з яких 50 % були латишами, 33.3 % — росіянами і 16.7 % належали до інших етнічних груп.
У Саласпілсі є католицький, лютеранський і два православні храми.

## Економіка
З 1950-х і 1960-х, Саласпілс став головним центром наукових досліджень та виробництва електричної енергії. Це — ділянка гідроелектростанції на річці Даугаві й головної термоелектричної електростанції, які забезпечують велику частку Риги електрикою.
Через невелику відстань і зручне транспортне сполучення має місце щоденна міграція — значна частина мешканців Саласпілса щодня здійснює поїздки до Риги на роботу або навчання.

## Наука та освіта
Школи
- Салапілська середня школа № 1
- Саласпілська основна школа
- Саласпілська школа музики та мистецтва

## Транспорт
Залізнична станція напрямку Рига — Крустпілс.
Саласпілс має розвинене автобусне сполучення з Ригою та прилеглими населеними пунктами.